# پارک چانگ-سون
پارک چانگ-سون (انگلیسی: Park Chang-sun؛ زادهٔ ۲ فوریهٔ ۱۹۵۴) بازیکن سابق و مربی فوتبال اهل کره جنوبی است.
از باشگاه‌هایی که در آن بازی کرده‌است می‌توان به باشگاه فوتبال بوسان ای‌پارک، باشگاه فوتبال پوهانگ استیلرز، و باشگاه فوتبال ججو یونایتد اشاره کرد.
وی همچنین در تیم‌های ملی فوتبال زیر ۲۰ سال کره جنوبی و کره جنوبی بازی کرده‌است.
وی در مسابقات کشوری و بین‌المللی در مجموع برندهٔ ۳ مدال طلا، ۲ مدال برنز شده‌است.